# Seaco
Seaco Srl，在1998年，由原英國海運貨櫃公司和美國通用電氣每各一半合組營運企業，業務主要在全球銷售和租賃形式貨櫃。而英國海運貨櫃公司遭美國聯邦法院按照以《美國法典第11章破產法》進行申請破產。
2011年12月15日，海航集團以10.5億美元，收購從美國通用電氣所持該股權。
2013年9月30日，渤海金控以13億美元，收購從母公司海航集團所有股權。

## 連結
- seacoglobal.com（页面存档备份，存于）